# ジョージア共和党 (ジョージア)
ジョージア共和党（ジョージアきょうわとう、グルジア語: საქართველოს რესპუბლიკური პარტია）は、ジョージアの政党。1978年設立。単に共和党（きょうわとう、რესპუბლიკელები）として知られる。
現在の代表はフツナ・サムニゼであり、2013年11月に選出された。ジョージア共和党は地方自治改革、経済改革、自由で独立した司法制度への改革を党綱領として宣言している。また西側諸国との協調路線と、北大西洋条約機構および欧州連合への加盟を支持している。

## 歴史
ジョージア共和党は1978年5月21日にグルジア・ソビエト社会主義共和国の地下政治組織として発足。ジョージアの独立や人権、自由市場経済を求める運動を行った。だが党の主要メンバーは1983年から1984年にかけてソ連国家保安委員会により逮捕され、「反ソビエト的運動と宣伝」の罪で収監された。1990年10月28日に実施されたジョージア初の複数政党選挙では、共和党はジョージア最高評議会で3議席を獲得。ズヴィアド・ガムサフルディア率いる与党「円卓-自由グルジア」と対立し、野党「民主センター」の派閥に加わった。1991年6月、ジョージア南部アジャリア自治共和国においてジョージア共和党は20パーセントの票を獲得した。この地域ではアスラン・アバシゼによる独裁的な政権の傾向が強くなっており、共和党はこれに反対する主たる政党となった。1992年1月にクーデターによりズヴィアド・ガムサフルディア政権が崩壊した後、共和党はジョージア暫定国家評議会に参加。1992年10月11日に選出された議員10名による野党派閥を形成したが、続く1995年と1999年の選挙では議席獲得に失敗した。しかし党の多くのメンバーは意欲的に市民社会へ関与し続け、エドゥアルド・シェワルナゼ政権を批判した。
2002年、ジョージア共和党はミヘイル・サアカシュヴィリ率いる統一国民運動と同盟関係を組み、2002年の地方選挙と2003年の国会選挙での勝利を分け合った。ジョージア共和党は2003年のバラ革命において、エドゥアルド・シェワルナゼ大統領を辞任に追い込む動きに与した。また2004年のアジャリア危機に際しては、アスラン・アバシゼの排除に主要な役割を果たした。ジョージア共和党は2004年6月のアジャリア議会選挙に独立候補を擁立。しかしながらアジャリア最高評議会の議席30のうち、わずか3議席の獲得に終わった。ジョージア共和党は統一国民運動が選挙で不正を行ったと告発した。そして論争は同盟の決裂という形に終わった。2005年、ジョージア共和党はジョージア保守党と国会で統一会派「民主戦線」を結成。また無所属の野党議員数名が、ジョージア民主党のベテラン議員ダヴィト・ベルゼニシヴィリのリードにより、統一会派に合流した。
ジョージア共和党は2012年まで、ミヘイル・サアカシュヴィリ政権に対する穏健派の野党として位置した。2007年、他の野党とともに反政府デモに参加。2008年の大統領選挙では野党連合候補レヴァン・ガチェチラゼを支持した。
2008年の国会選挙は政治的妨害により敗北。ジョージア共和党は2008年12月8日に新右派党と同盟関係を結んだ。そして2009年2月、ジョージア共和党と新右派党は元国連大使イラクリ・アラサニアを領袖して「ジョージアのための同盟」を結成した。
2009年7月8日、ジョージア共和党は第13回全国会議を開催した。会議では党則が採択された。また全国委員会の委員35名と監査委員5名が選出され、議長にはダヴィド・ウスパシヴィリが選任された。
2012年、ジョージア共和党はビジナ・イヴァニシヴィリ率いる政党連合「ジョージアの夢」に加盟。「ジョージアの夢」は同年の国会選挙において、政権与党「統一国民運動」に勝利した。その後、党議長ダヴィド・ウスパシヴィリは国会議長に選任された。また共和党議員パアタ・ザカレイシヴィリは、新政権において再統合省大臣に任命された。
2016年3月、「ジョージアの夢」連合を離脱し、同年の国会議員選挙に向けて独自に準備を進めると声明した。その国会議員選挙では阻止条項の得票率5%を満たすことができず、議席獲得はかなわなかった。2020年の国会議員選挙では統一国民運動主導の政党連合「強さは統一にあり」に合流し、2議席を得た。